# Ultra Records

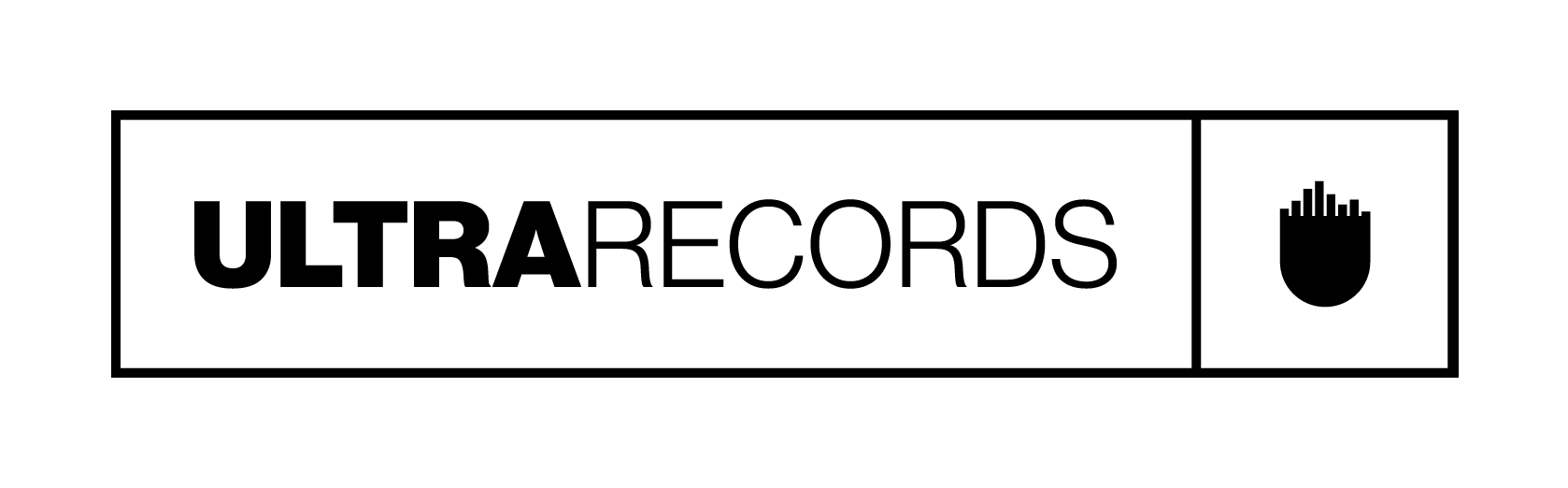
Logo von Ultra Records

Logo von Ultra Music

Ultra Records ist ein US-amerikanisches Independent-Label. Es ist auf Elektronische Musik spezialisiert, insbesondere elektronische Tanzmusik. Das Unternehmen präsentiert sich als Teil der Marke Ultra Music. Ultra Music war einer der Wegbereiter für den Mainstream-Erfolg von Electronic Dance Music, indem es beispielsweise David Guetta und Calvin Harris in die Radiostationen drängte. Top-Acts des Labels im Jahr 2016 sind Künstler wie Omi und Kygo.

## Geschichte
Ultra Records wurde 1995 von Patrick Moxey in New York City gegründet, einem ehemaligen Manager von Polygram und Virgin Records. Moxey war seit den 1980ern in der Dance-Szene in Chicago aktiv, und stieg 1987 nach einer Woche aus der Filmhochschule der New York University aus, um Vollzeit als DJ zu arbeiten. Die erste Veröffentlichung von Ultra Music war eine 12-Inch-Vinyl des New Yorker DJs Roger Sanchez, die Moxey mit zusammengeliehenen 8000 US-Dollar produzierte.
Später wurden weitere Unternehmenszweige (Ultra International Music Publishing, Empire Artist Management, Ultra Music Library) eingeführt und unter der Marke Ultra Music zusammengefasst. Das Musikunternehmen hat seinen Hauptsitz in New York City und weitere Standorte in Toronto, Los Angeles, London und Berlin. Ultra machte sich seinen Namen in den 1990ern mit Compilation-Alben wie Ultra Dance und Ultra.chilled.
2006 schloss sich Ultra Records der Alternative Distribution Alliance (ADA) an, einem Vertriebszweig für Independent-Medien der Warner Music Group. In den Vertrag wurden Ultra Records’ Sublabel Sequence Records (Reggae) und Escondida Records (Weltmusik) mit aufgenommen.
Im Januar 2013 ging Ultra Music eine strategische Allianz mit Sony Music Entertainment ein. Dabei kaufte Sony 50 % von Ultra auf. Ultra kann im Rahmen der Kooperation auf Sonys Infrastruktur für Vertrieb und Werbung zurückgreifen. Darüber hinaus stellte Sony Music Stücke aus seinem Dance-Music-Katalog zur Verfügung, die Ultra Music in seine Kompilationsreihen aufnehmen kann. Im Rahmen der Übereinkunft erhielt Patrick Moxey die neu geschaffene Position des Präsidenten der Abteilung für Elektronische Musik bei Sony Music Entertainment, in der er direkt dem CEO Doug Morris unterstellt ist.

## Veröffentlichungen
Das Label hat seit seiner Gründung über 10.000 Tonträger herausgebracht mit Schwerpunkt auf Kompilationen und Singles. Schwerpunkt ist mittlerweile die Veröffentlichung auf Streaming-Plattformen und auf Youtube. Der Fokus hat sich dabei von Alben und Compilations komplett auf Singles umgestellt. Dabei bringt das Label oft Produzenten und DJs zusammen, die einen Song neu remixen und veröffentlicht diesen dann. Beispiele dafür sind Robin Schulz dessen Remix des Mr. Probz-Songs Waves in mehreren europäischen Ländern auf Platz 1 der Charts war, oder Felix Jaehn dessen Remix des Omi-Songs Cheerleader ein weltweiter Charterfolg war.
Außerdem betreibt es einen häufig frequentierten YouTube-Kanal. 2011 erreichte er erstmals mehr als 100 Millionen Views im Monat und insgesamt über 1,3 Milliarden Views, was ihn zum fünfterfolgreichsten Musikkanal überhaupt machte. Bis Anfang 2016 hatte Ultra 2000 Videos auf Youtube veröffentlicht, die insgesamt 4 Milliarden Views hatten. Einzelne Künstler wie Kygo hatten alleine im Jahr 2015 über eine Milliarde Streams auf Spotify.

### Kompilationen (Auswahl)
- Club Anthems Vol. 1 – 3
- Ultra.Chilled 01 – 06
- Ultra Electro 1 – 3
- Ultra.Dance 01 – 15
- Ultra.Trance 1 – 10
- Out.Anthems Vol. 1 – 8
- Ultra.Weekend 1 – 9
- Ultra.2008 – 2014
- Ultra.Mix 1 – 4
- Just Dance 1 – 3
- Electric Daisy Carnival Vol. 1 – 3

## Künstler (Auswahl)
Folgende Künstler standen oder stehen bei Ultra Records unter Vertrag:
- Boris Brejcha
- Above & Beyond
- Steve Aoki
- Benny Benassi
- The Bloody Beetroots
- Armin van Buuren
- Ferry Corsten
- Deadmau5
- DJ Encore
- Wolfgang Gartner
- David Guetta
- Calvin Harris
- Armand Van Helden
- Era Istrefi
- Kaskade
- MNDR
- DJ Muggs
- Paul Oakenfold
- Roger Sanchez
- Tiësto
- Headhunterz
- Kygo
- Giolì and Assia
- Trilllion

## Belege
1. 1 2 3 4 5 6  Ben Sisario: Ultra Embraces Streaming Singles to Keep a Dance Genre Booming, The New York Times 10. Januar 2016
2. ↑  Bizapedia
3. ↑  Ultra Music eröffnet Niederlassung in Berlin. Abgerufen am 18. November 2020.
4. ↑  Ultra Music (Memento vom 6. August 2014 im Internet Archive)
5. ↑  Meldung über Vertrag mit ADA bei Musikmarkt (Memento des Originals vom 11. August 2014 im Internet Archive)  Info: Der Archivlink wurde automatisch eingesetzt und noch nicht geprüft. Bitte prüfe Original- und Archivlink gemäß Anleitung und entferne dann diesen Hinweis.
6. ↑  Details über Vertrag bei WMG (Memento des Originals vom 10. November 2006 im Internet Archive)  Info: Der Archivlink wurde automatisch eingesetzt und noch nicht geprüft. Bitte prüfe Original- und Archivlink gemäß Anleitung und entferne dann diesen Hinweis.
7. ↑  Ultra Music And Sony Music Form Strategic Alliance
8. ↑  Billboard, Okt. 1 - Dez. 17, 2011, S. 20.